# Телен
Телен (на френски: Tellin) е селище в Южна Белгия, окръг Ньофшато на провинция Люксембург. Населението му е около 2300 души (2006).